# Franciszek Đỗ Văn Chiểu
Św. Franciszek Đỗ Văn Chiểu (wiet. Phanxicô Đỗ Văn Chiểu) (ur. ok. 1797 r. w Trung Lễ, prowincja Nam Định w Wietnamie – zm. 25 czerwca 1838 r. w Nam Định w Wietnamie) – katechista, tercjarz dominikański, męczennik, święty Kościoła katolickiego.
Franciszek Đỗ Văn Chiểu pochodził z Trung Lễ, prowincja Nam Định. Jako młody chłopiec zaczął służyć ojcu Hernares i stał się jego zaufanym pomocnikiem. Zostali razem aresztowani i zabrano ich do Nam Định. Tam poddano go wielokrotnie torturom. Mimo to Franciszek Đỗ Văn Chiểu odmówił podeptania krzyża. Został ścięty w obecności Hernaresa 25 czerwca 1838 r.
Dzień wspomnienia: 24 listopada w grupie 117 męczenników wietnamskich.
Beatyfikowany 27 maja 1900 r. przez Leona XIII, kanonizowany przez Jana Pawła II 19 czerwca 1988 r. w grupie 117 męczenników wietnamskich.